# Paul Böhm
Paul Böhm – niemiecki architekt i mistrz murarski.

## Życiorys
Architekt czynny w Bydgoszczy od połowy lat 90. XIX wieku i w pierwszej dekadzie XX wieku. Prowadził przedsiębiorstwo i biuro techniczne projektowania i kierowania budowami nad- i podziemnymi. Był właścicielem nieruchomości przy ul. Gdańskiej 109.
Na przełomie XIX i XX w. zajmował się podobnie jak inni bydgoscy architekci projektowaniem i budową kamienic czynszowych sprzedawanych następnie z zyskiem handlarzom nieruchomości i najemcom, m.in. przy ulicy Cieszkowskiego.

## Działalność architektoniczna w Bydgoszczy
Paul Böhm był ważnym przedstawicielem nurtu malowniczego w bydgoskiej architekturze końca XIX wieku. 
W tym stylu zaprojektował m.in.:
- kamienicę przy ul. Królowej Jadwigi nr 4
- kamienicę Cieszkowskiego 3 (1903-1904)

Ich fasady są niespokojne, poruszone, asymetryczne, nieregularne, urozmaicone zastosowaniem zróżnicowanych elementów architektonicznych i różnych materiałów (np. szachulca). 
Na początku XX wieku Böhm zainteresował się secesją, efektem czego było kilka bardzo udanych realizacji, m.in.:
- kamienica Cieszkowskiego 1 (1903–1904)
- kamienica przy Pl. Weyssenhofa 5 (1908)

## Galeria

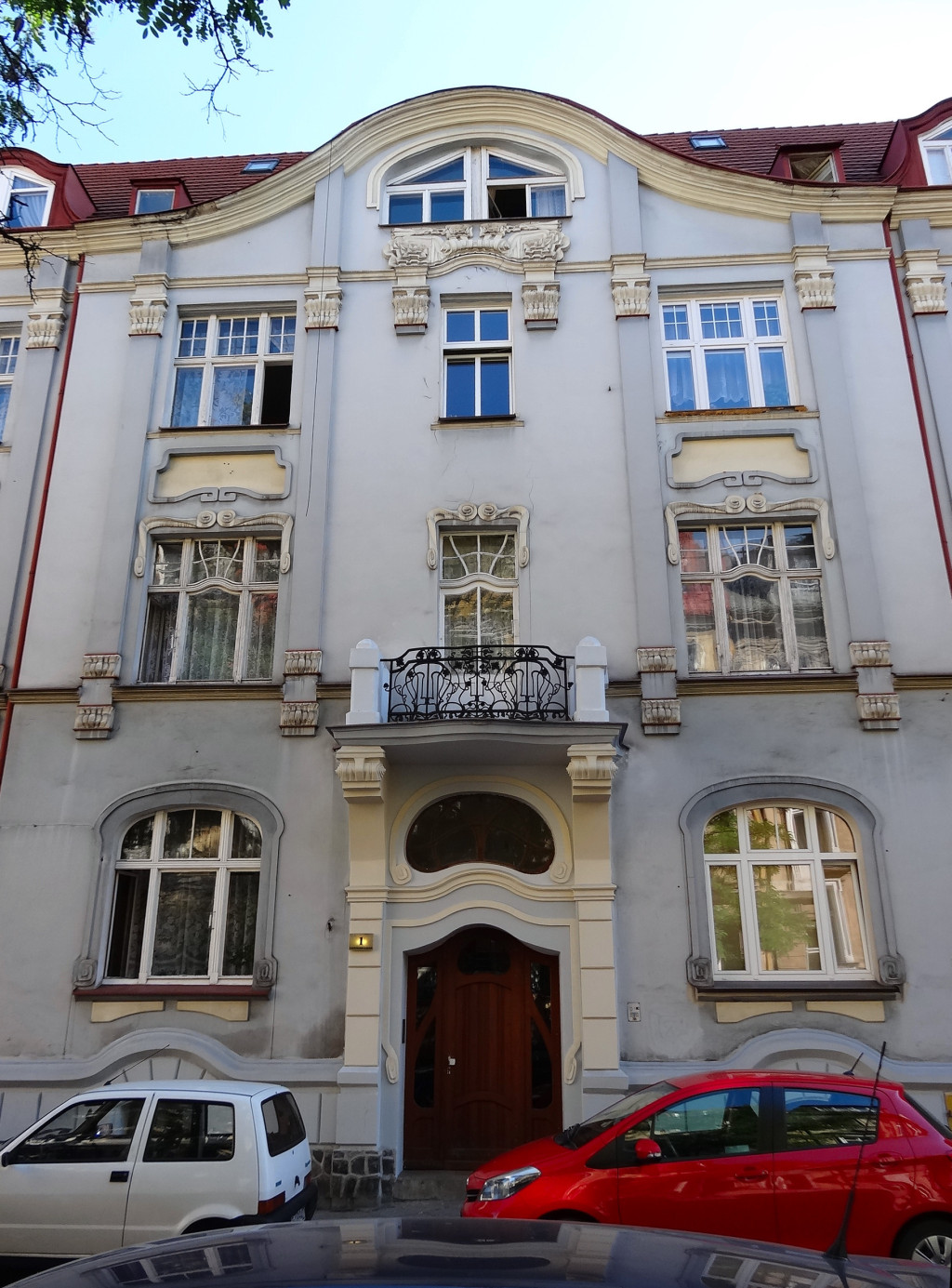
Cieszkowskiego 1
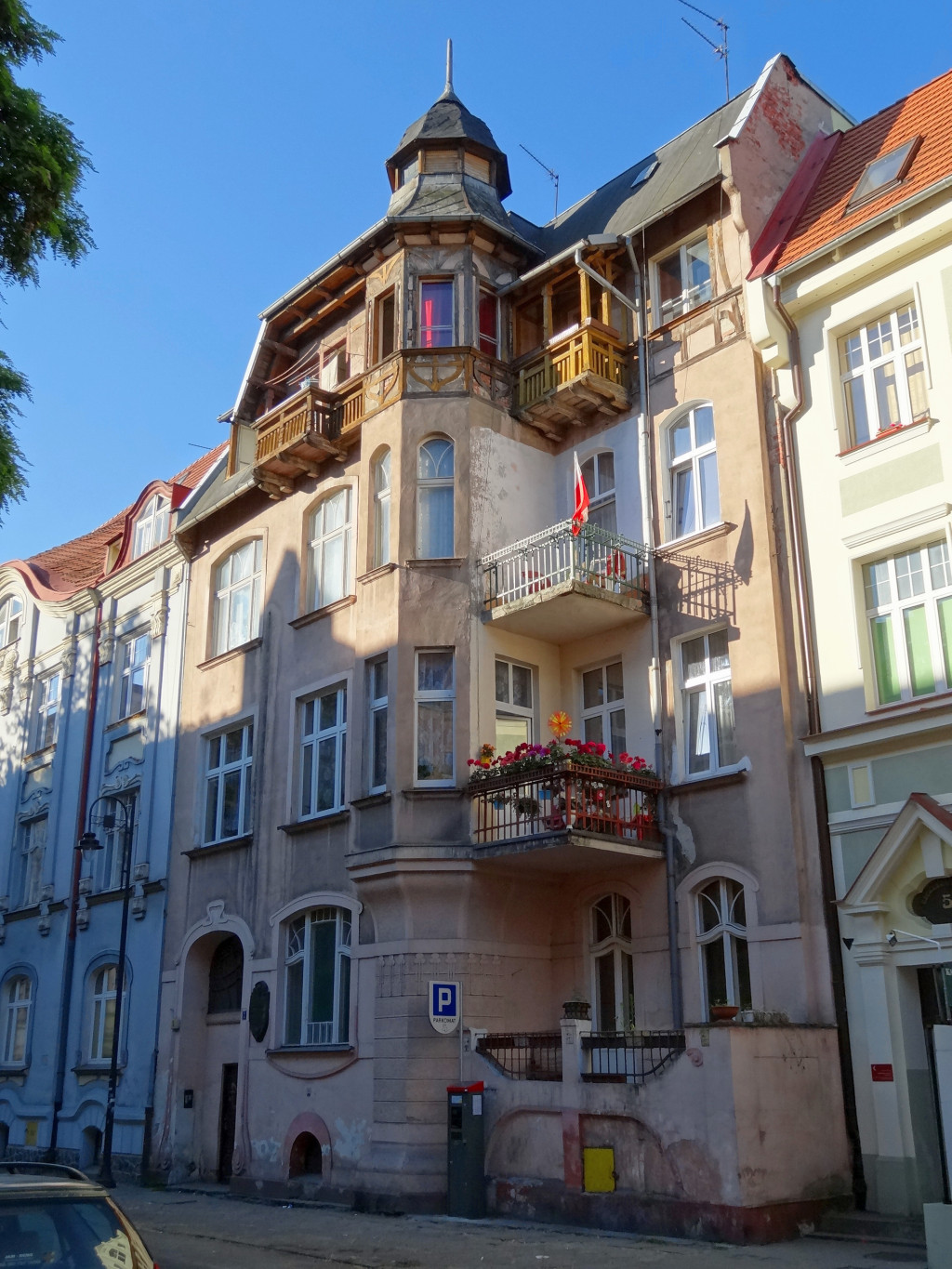
Cieszkowskiego 3
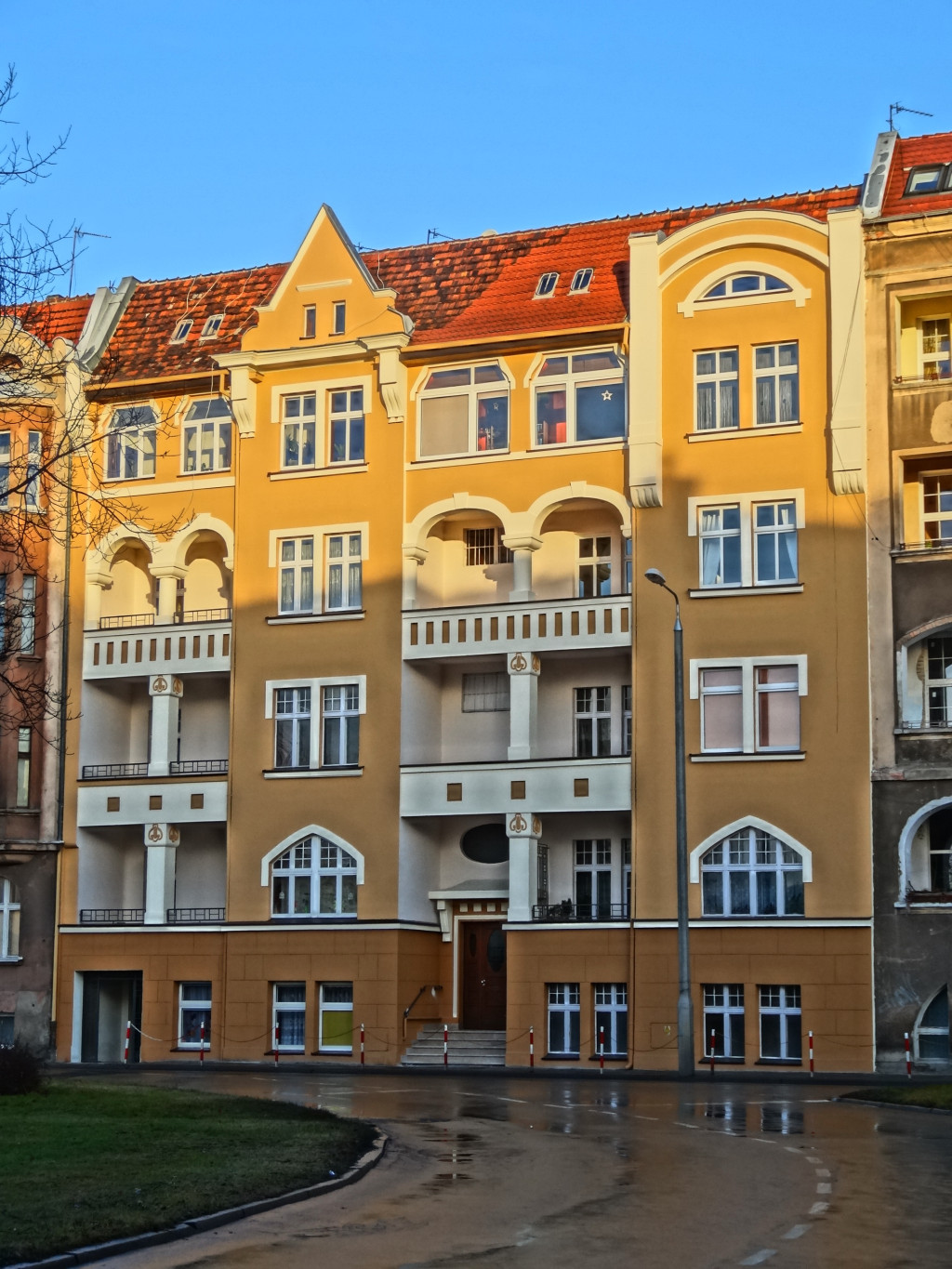
pl. Weyssenhoffa 5
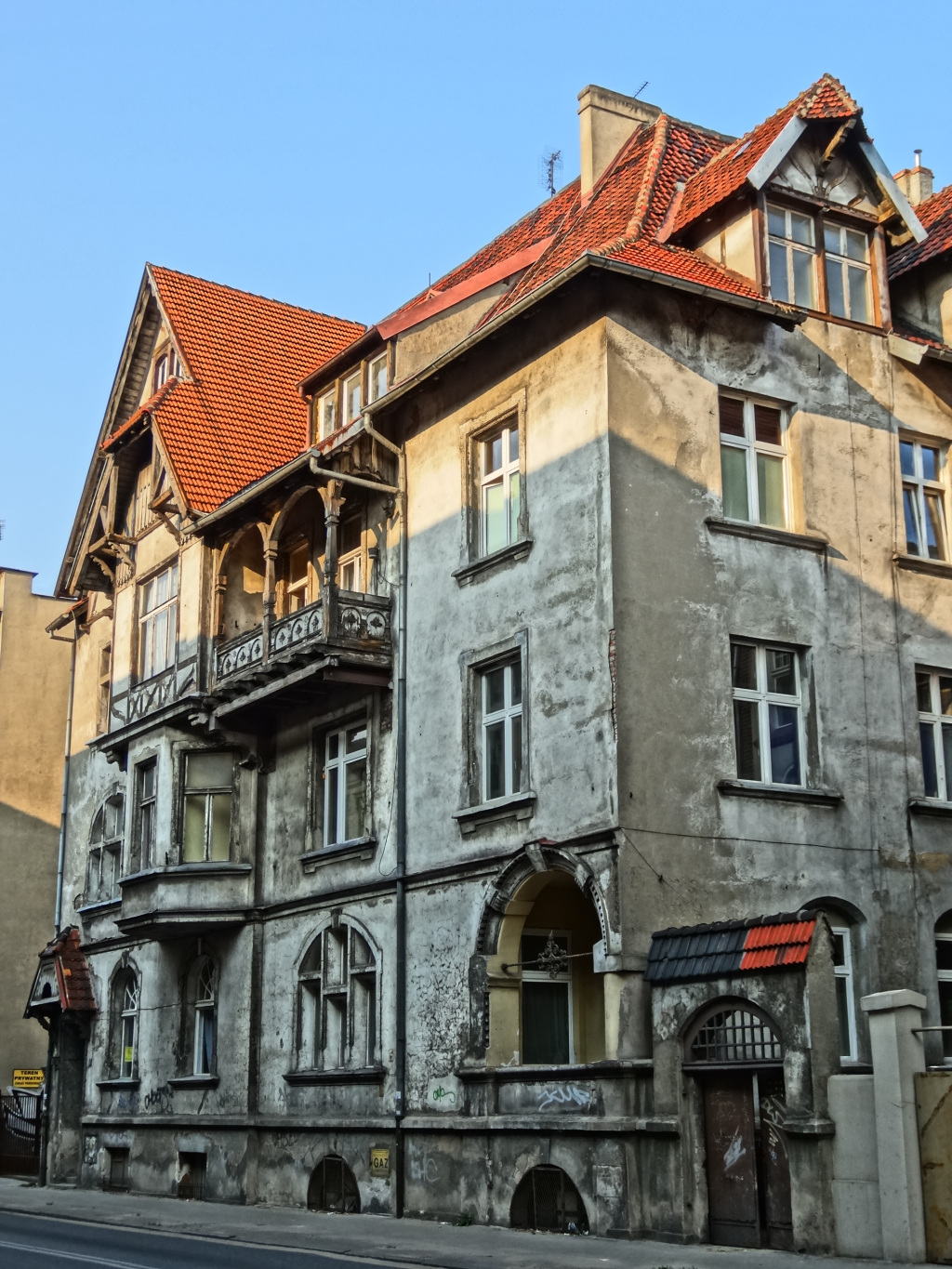
Królowej Jadwigi 4